# Jean-Pierre Cabanne
Jean-Pierre Cabanne ou Cabanné (Pau, 18 de Outubro de 1773 - 1841) foi um comerciante francês que emigrou para Nova Orleães e depois para St. Louis, em 1798. Construiu em 1806 o Cabanne's Trading Post, perto da actual localidade de Omaha no Nebraska, que está actualmente inscrita no National Register of Historic Places dos EUA.